# Исходишта
Исходишта су часопис за филолошке, историјске и теолошке науке, који је покренут као заједничко издање Савеза Срба у Румунији (Центра за научна истраживања и култуту Срба у Румунији), Филолошког, историјског и теолошког факултета Западног универзитета у Темишвару и Одсека за српски језик и Одсека за српску и компаративну књижевност Филозофског факултета Универзитета у Нишу.
Уређивачка концепција усмерена је на презентацију резултата заједничких истраживачких пројеката наведених српских националних институција у Румунији и Србији из области науке о српском језику и књижевности, фолклористике и етнологије, историје и теологије, као и вишевековних културних и духовних прожимања Срба у пограничним областима Румуније и Србије. Часопис излази једанпут годишње, а до сада су објављена укупно четири броја. Уредник часописа је проф. др Михај (Миља) Н. Радан, управник Центра за научна истраживања и културу Срба у Румунији, као и професор на Катедри за српски језик и књижевност Филолошког, историјског и теолошког факултета Западног универзитета у Темишвару. Редакцију чине бројни истакнути истраживачи из земље и иностранства: проф. др Софија Милорадовић, проф. др Горан Максимовић, проф. др Октавија Неделку, проф. др Срето Танасић, проф. др Јордана Марковић, проф. др Снежана Гудурић, проф. др Марина Јањић, проф. др Радивоје Младеновић, доц. др Миљана Радмила Ускату, Јања Димитријевић и други. Од 2018. године Матични одбор за српски језик и књижевност Министарства просвете, науке и технолошког развоја Републике Србије уврстио је Исходишта на листу научних часописа у категорији М54. Исти одбор је 2019. године уврстио часопис у категорију М53.
Научна концепција часописа заснована је на објављивању резултата вишегодишњег међународног научно-истраживачког пројекта, као и истоименог научног скупа "Материјална и духовна култура Срба у мултиетничким срединама и/или периферним областима", који се сваке године наизменично одржава у Темишвару и Нишу, а усмерени су на истраживање књижевних и језичких феномена из савременог живота и из прошлости, на истраживање рукописне заоставштине и књижевно-језичке грађе, на истраживање историјских догађаја, институција и личности, на истраживање фолклорних обичаја и обреда, као и дијалекатских и лексичких посебности српског језика у пограничним областима Румуније и Србије. Радови се публикују на српском и румунском језику, на руском и свим словенским језицима, као и на француском, немачком и енглеском језику.

## Свеске часописа Исходишта
- Исходишта 1
- Исходишта 2
- Исходишта 3
- Исходишта 4
- Исходишта 5
- Исходишта 6